# Bernard Pierre Magnan
Pour les articles homonymes, voir Magnan.
Bernard Pierre Magnan, né le 7 décembre 1791 à Paris et mort le 29 mai 1865 dans la capitale française, est un maréchal de France.

## Biographie

### Guerres d’Empire
Fils du valet de pied de la princesse de Lamballe et gendre du général François Xavier Roussel, sa carrière militaire commence comme simple soldat au 66e régiment d’infanterie le 29 décembre 1809. Il devient rapidement caporal, et il obtient ses premiers grades dans le même régiment, successivement sergent le 1er janvier 1810, sergent-major le 7 octobre, sous-lieutenant le 20 juillet 1811, lieutenant le 8 février 1813, et capitaine le 6 septembre de la même année.
Il a fait avec distinction les campagnes de 1810, 1811, 1812 et 1813 en Espagne, au Portugal, celles de 1814 et 1815 en France et en Belgique. Il est fait chevalier de la Légion d'honneur en 1813. Passé dans les tirailleurs de la garde impériale (1er régiment), le 13 janvier 1814, il est nommé capitaine adjudant-major lors de la campagne de France et est blessé d'un coup de biscaïen au bas ventre à Craonne, le 7 mars 1814.
En non activité au retour de Louis XVIII, il revient au 4e régiment des tirailleurs de la Garde pour la campagne de Waterloo.

### Restauration
Après les Cent-Jours, il passe au 6e régiment d'infanterie de la garde royale.
Il est nommé capitaine adjudant-major au 6e régiment d’infanterie de la garde royale le 23 octobre 1815, et breveté chef de bataillon de la ligne le 6 septembre 1817. Le 8 août 1820 il passe comme chef de bataillon au 34e de ligne, lieutenant-colonel au 60e de ligne le 20 novembre 1822, colonel du 49e le 21 septembre 1827, et maréchal de camp le 31 décembre 1835.
Il fait la campagne de Catalogne en 1823, et est mis à l'ordre du jour de l'armée pour sa conduite au combat d'Espuglas (9 juillet 1823) et est décoré chevalier de Saint-Louis.

### Monarchie de Juillet et service en Belgique
Il participe à la conquête de l'Algérie, il est cité lors de la bataille de Staoueli (19 juin 1830).
Il est promu au grade de général de division le 20 octobre 1845.
En 1830, il réprime la première insurrection de Lyon, mais est temporairement mis en disponibilité pour avoir parlementé avec les insurgés. Mis à la disposition des Belges en tant que général de brigade, il sert du 17 avril 1832 au 30 juin 1839 pour ce pays.
Il est décoré Commandeur de la Légion d'honneur en 1833 et exerce la fonction de commandant militaire du département du Nord de 1839 à 1845.

### Révolution de 1848 et Deuxième République
Il participe aux événements de 1848 à Lyon où il est blessé dans les opérations[pas clair]. En 1849, il est élevé à la dignité de grand officier de la Légion d'honneur.
Il commande à partir du 14 juillet 1849, la 4e division militaire (Strasbourg), et réunit à ce commandement celui des troupes stationnées dans la première subdivision (Bas-Rhin).
Il est député de la Seine en 1849.

### Coup d’État du 2 décembre et Second Empire
Il est nommé commandant en chef de l'armée de Paris en juin 1851. Il est un des principaux organisateurs du coup d'État du 2 décembre 1851, jour anniversaire d'Austerlitz. Il est nommé par Napoléon III sénateur du Second Empire puis Maréchal de France en 1852. L'Empereur en fait son Grand veneur (1852-1865). De 1855 à 1865, il est conseiller général du canton de Sélestat (Bas-Rhin).

### Franc-maçonnerie
En 1862, alors qu'il n'est pas franc-maçon, Napoléon III le nomme grand maître du Grand Orient de France pour écarter le Prince Lucien Murat. Il est initié le 8 février 1862 et reçoit les 33 degrés du Rite écossais ancien et accepté dans la même journée. Il intègre la loge « Les vrais amis inséparables ». Il devient malgré tout un grand maître efficace et protège l'ordre des atteintes administratives ou policières. Il tente d'unir la maçonnerie française, mais échoue face à la résistance notamment du grand-commandeur du Suprême Conseil de France, Jean Pons Guillaume Viennet. Réélu à la quasi-unanimité en 1864, l'ordre ayant retrouvé le droit d'élire ses dirigeants, il meurt l'année suivante et repose dans sa chapelle imposante du cimetière ancien de Saint-Germain-en-Laye.

## Décorations

### Françaises
- Médaille militaire (13 juin 1852)

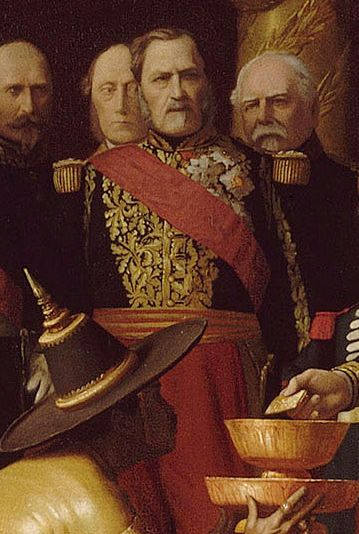
Le maréchal Magnan, détail de la toile peinte par Jean-Léon Gérôme, Réception des ambassadeurs siamois par Napoléon III et l'Impératrice Eugénie dans la grande salle de bal Henri II du château de Fontainebleau, le 27 juin 1861 (musée national du Château de Versailles, 1864).

- Grand-croix de la Légion d'honneur (11 décembre 1851)[4]
  - Grand officier (23 juin 1849)
  - Commandeur (15 novembre 1835)
  - Officier (20 mars 1820)
  - Chevalier (23 juin 1813)

- Chevalier de Saint-Louis, par Charles X (9 novembre 1825).
- Médaille de Sainte-Hélène (1852)

### Étrangères
Grand-duché de Bade
- la Grand-croix de l'Ordre du Lion de Zaeringen ;

 Empire d'Autriche
- Commandeur de l'Ordre impérial de Léopold (1823) ;

 Royaume d'Espagne
- Grand-croix de l'Ordre de Saint-Ferdinand d'Espagne (2e classe, 1823) ;

 Royaume de Portugal
- Commandeur de l'Ordre du Christ (Portugal) ;

 Royaume de Belgique
- Grand cordon de l'Ordre royal de Léopold (1839) ;

 Royaume d'Italie
- Grand-croix de l'Ordre des Saints-Maurice-et-Lazare ;

 Tunisie
- Grand-croix du Nicham Iftikhar (1852).

## Sources partielles
- « Bernard Pierre Magnan », dans Charles Mullié, Biographie des célébrités militaires des armées de terre et de mer de 1789 à 1850, 1852 [détail de l’édition]
- « Magnan (Bernard-Pierre) », dans Adolphe Robert et Gaston Cougny, Dictionnaire des parlementaires français, Edgar Bourloton, 1889-1891 [détail de l’édition] [texte sur Sycomore]